# Матура, Ян
Ян Матура (чеш. Jan Matura; 29 января 1980, Чески-Крумлов, Чехословакия) — чешский прыгун с трамплина и двоеборец, участник трёх зимних Олимпийских игр, победитель двух этапов Кубка мира по прыжкам с трамплина.

## Биография

### Лыжное двоеборье
Ян Матура родился 29 января 1980 года в городе Чески-Крумлов, но заниматься лыжным двоеборьем чех начал в небольшом городке Ломнице над Попелку. В 1997 году молодой Матура принял участие в чемпионате мира в норвежском Трондхейме. В эстафете чешская сборная была близка к пьедесталу, но в итоге заняла 4-е место.
В 1998 году 18-летний Матура дебютировал на зимних Олимпийских играх в Нагано. В индивидуальной гонке Яну не удалось показать высокого результата, заняв 35-е место, а в командной гонке сборная Чехии заняла 8-е место. 3 января 1999 года Матура дебютировал в Кубке мира и в первой же гонке смог попасть в десятку сильнейших, заняв 9-е место. Всего в рамках Кубка мира Матура провёл 10 гонок, а наивысшим местом по итогам сезона для Матуры стало 36-е место по итогам Кубка мира 1999/2000.

### Прыжки с трамплина
Впервые в крупных международных соревнованиях по прыжкам с трамплина Матура участвовал ещё в 1997 году, когда на чемпионате мира принял участие в прыжках с большого трамплина и занял там 39-е место. Следующий старт у Матуры состоялся спустя почти 4-е года, когда Ян принял решение перейти из лыжного двоеборья в прыжки с трамплина и стартовал в Континентальном кубке. В 2002 году Матура принял участие в зимних Олимпийских играх в Солт-Лейк-Сити. В индивидуальных прыжках Матура занял 47-е место на нормальном трамплине и не смог пройти в финал на большом. В командных прыжках сборная Чехии с Матурой в составе осталась 12-й. На зимних Олимпийских играх 2006 года Турине Матуре удалось улучшить свои результаты. На нормальном трамплине он стал 21-м, а на большом 22-м. В командном первенстве сборная Чехии заняла 9-е место. В сезоне 2012/2013 наряду с успехами в Кубке мира Матура показал высокие результаты и в Континентальном кубке, заняв в итоге 3-е место в общем зачёте.

#### Кубок мира
4 января 2002 года Ян Матура дебютировал в Кубке мира. За 10 лет выступлений в мировом кубке чешский прыгун лишь раз сумел попасть в 10-ку сильнейших в индивидуальных прыжках. В январе 2006 года Матура занял 9-е место на этапе в Саппоро. Перелом в карьере спортсмена случился в сезоне 2012/2013, когда результаты Матуры выросли на глазах. В январе 2013 года Матура занял 6-е место на этапе в польском городе Закопане, а уже спустя неделю Яну удался золотой дубль на этапе в Саппоро, а спустя ещё две недели Матура стал серебряным и бронзовым призёром на этапе в чешском Гаррахове. По итогам сезона Матура, набрав 631 очко, занял высокое 10-е место.

##### Результаты в Кубке мира
| 2013/14 Итоги | 2013/14 Итоги | Германия | Германия | Финляндия | Финляндия | Норвегия | Норвегия | Норвегия | Германия | Германия | Швейцария | Швейцария | Германия | Германия | Австрия | Австрия | Австрия | Австрия | Польша | Польша | Польша | Япония | Япония | Германия | Германия | Швеция | Финляндия | Финляндия | Финляндия | Норвегия | Норвегия | Словения | Словения | Словения |
| Очков         | Место         | Ком      | Инд      | Инд       | Инд       | См       | Инд      | Инд      | Инд      | Инд      | Инд       | Инд       | Т4Т      | Т4Т      | Т4Т     | Т4Т     | Пол     | Пол     | Инд    | Ком    | Инд    | Инд    | Инд    | Инд      | Инд      | Инд    | Инд       | Инд       | Инд       | Инд      | Инд      | Инд      | Ком      | Инд      |
| 69            | 35            | 7        | 32       | 33        | ×         | 12       | Q        | Q        | 33       | 26       | 37        | 22        | 39       | 11       | 22      | 12      | —       | —       | —      | —      | —      | —      | —      | —        | —        | —      | —         | —         | —         | —        | —        | —        |          |          |

| 2012/13 Итоги | 2012/13 Итоги | Норвегия | Норвегия | Норвегия | Финляндия | Финляндия | Россия | Россия | Швейцария | Швейцария | Германия | Германия | Австрия | Австрия | Польша | Польша | Польша | Япония | Япония | Норвегия | Норвегия | Чехия | Чехия | Германия | Германия | Германия | Германия | Германия | Финляндия | Финляндия | Финляндия | Норвегия | Норвегия | Словения | Словения | Словения |
| Очков         | Место         | См       | Инд      | Инд      | Ком       | Инд       | Инд    | Инд    | Инд       | Инд       | Т4Т      | Т4Т      | Т4Т     | Т4Т     | Инд    | Ком    | Инд    | Инд    | Инд    | Пол      | Пол      | Пол   | Пол   | Ком      | Пол      | Инд      | Пол      | Ком Пол  | Ком       | Инд       | Инд       | Инд      | Инд      | Пол      | Ком Пол  | Пол      |
| 631           | 10            | —        | 35       | 47       | 8         | Q         | 37     | 43     | 43        | 36        | 37       | 16       | 20      | 14      | 11     | 5      | 6      | 1      | 1      | 11       | 11       | 2     | 3     | 7        | ×        | 10       | —        | —        | 7         | 22        | 10        | 21       | 15       | 10       | 5        | 12       |